# Amblypygi
Ordre
Les Amblypygi, amblypyges ou phrynes en français (« araignées 24 heures » en Martinique, du fait de différentes légendes racontant qu’une morsure entraînerait la mort dans ce laps de temps ou bien une fièvre d’une journée), sont un ordre d'arthropodes de la classe des arachnides.
Les plus anciens fossiles d’amblypyges connus datent du Carbonifère, soit 359 millions d’années, leur morphologie était relativement similaire à l’actuelle.
Ils constituent un petit ordre, comparativement aux autres arachnides, de près de 230 espèces. Les amblypyges sont divisés en 5 familles et 17 genres actuels. Victimes de la mauvaise réputation des araignées, ils sont inoffensifs pour l'homme car ils ne possèdent aucun appareil venimeux.

## Répartition
Les amblypyges se rencontrent en Amérique, en Afrique, en Asie et en Europe du Sud.

## Morphologie

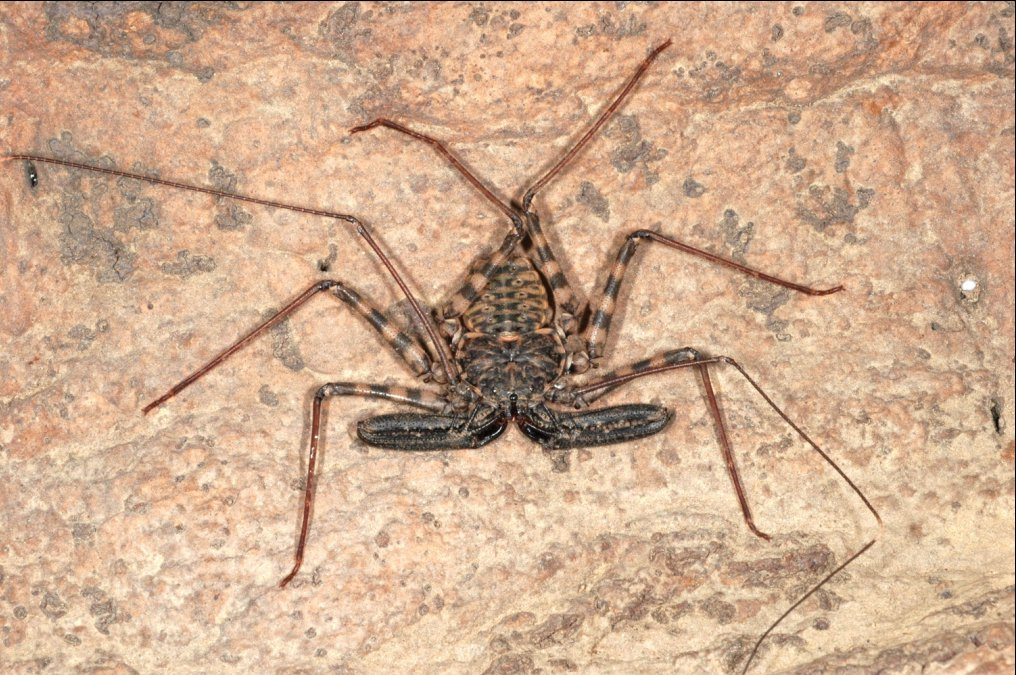
Damon diadema

La taille des amblypyges varie beaucoup, allant de 4 mm à environ 4,5 cm chez Acanthophrynus coronatus pour le corps.
Le corps de l’amblypyge, de forme aplatie, est constitué d’un céphalothorax plus large que long et d'un abdomen segmenté, de quatre paires de pattes ambulatoires dont une paire de pattes antenniformes dites tactiles et de deux pédipalpes qui, chez le mâle, sont hypertrophiés (en effet, ceux-ci mesurent souvent plus que le double de ceux des femelles) et représentent donc un dimorphisme sexuel. Les pédipalpes se terminent par une pince préhensile. Aussi sur le céphalothorax, l'amblypyge possède deux chélicères qui lui servent pour déchiqueter ses proies. D'une vision très inefficace, l’amblypyge porte deux groupes de petits yeux latéraux et une paire d'yeux médio-dorsaux.

## Comportement

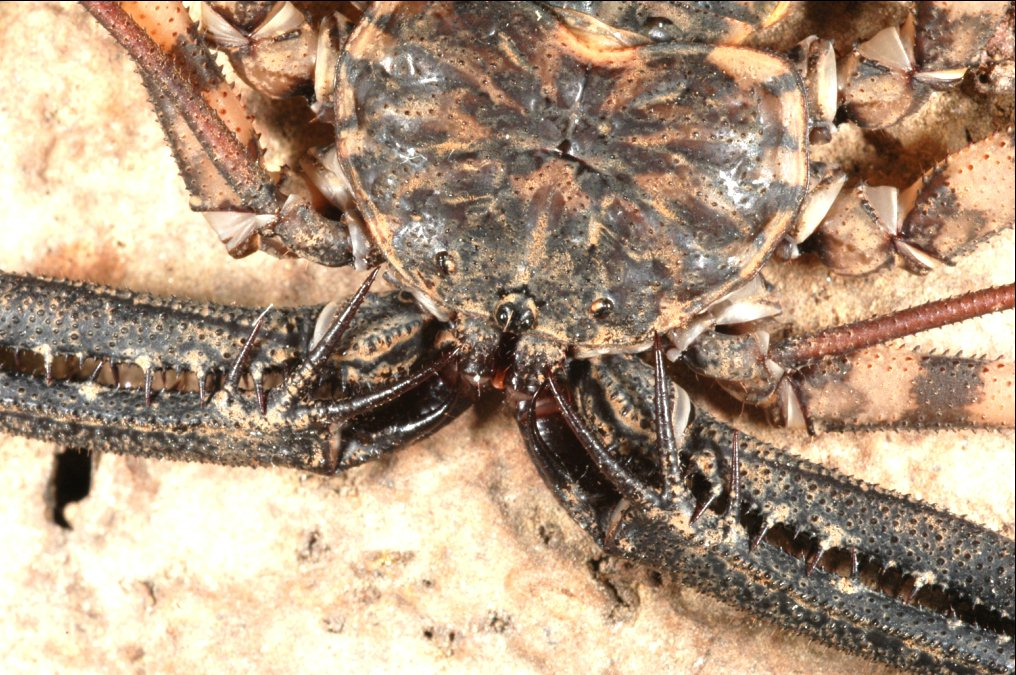
Damon diadema

Hygrophiles et lucifuges, la plupart des amblypyges vivent dans les régions humides mais aussi dans les régions sèches. Ces animaux nocturnes se cachent un peu partout, dans les fissures d’arbres, de rochers, dans les grottes, troncs d’arbre creux et toute anfractuosité qui peut les abriter (cavernicoles). De couleur beige ou brunâtre, allant jusqu’au grisâtre plus ou moins nuancé, ils savent se confondre avec leur environnement.
Les amblypyges sont nomades, ils ne font pas de terrier comme les scorpions et les uropyges, ni de nid comme certaines mygales. Ils changent souvent de cachette au gré de leurs déplacements. Ils ne se déplacent qu’exceptionnellement au sol et se tiennent toujours sur une paroi quelconque.
Ce sont des animaux nocturnes et lucifuges. Exposés à la lumière, ils s’immobilisent et s’aplatissent sur le support sur lequel ils se trouvent.
Solitaires, ils restent cachés tout le jour dans leur retraite et chassent la nuit. Ils se déplacent avec leurs six pattes arrière, se servant de la première paire comme d’antennes (pattes antenniformes) ou pattes tactiles. Les amblypyges s’en servent pour la détection des obstacles et des proies.
Très craintifs, au moindre déplacement d’air, ils détalent avec une extrême rapidité. Ils se déplacent le plus souvent obliquement, à la manière d’un crabe, s’accrochant à toute surface.
Quelques espèces, comme Phrynus marginemaculatus et Damon diadema, montrent des signes grégaires.

## Nourriture

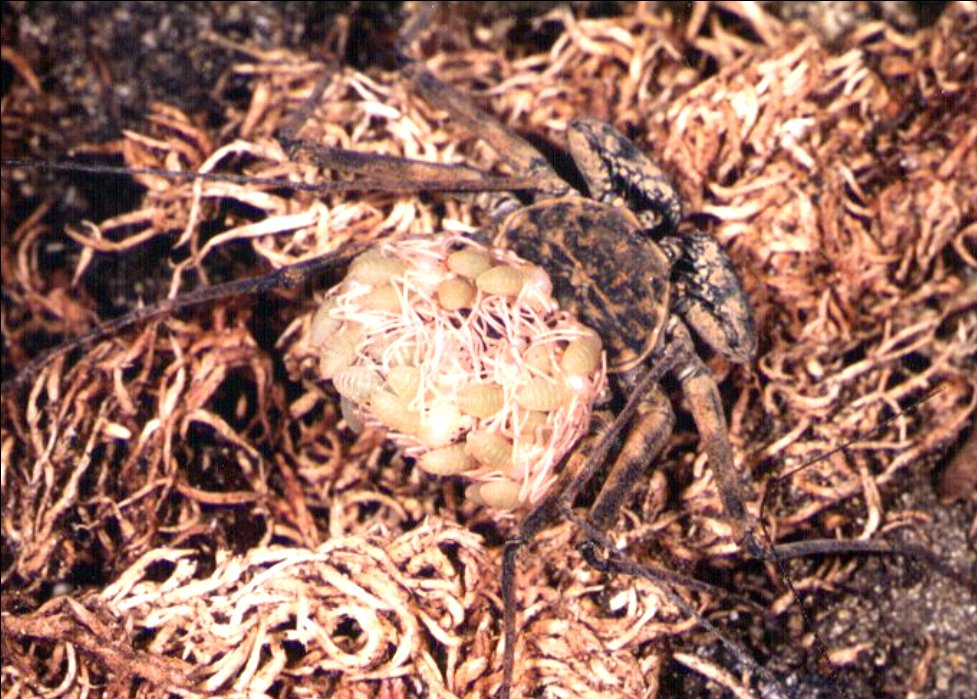
Femelle avec sa portée, Damon diadema

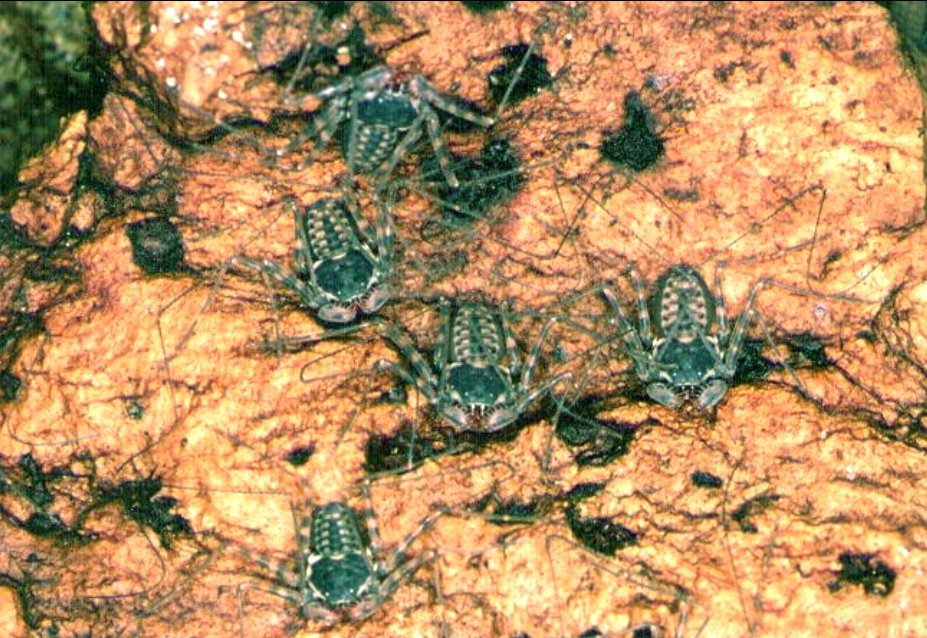
Jeunes amblypyges, Damon diadema

Ils se nourrissent d’arthropodes variés et chassent des proies plus petites qu'eux : blattes, criquets, grillons, et tout ce que peuvent saisir leurs pédipalpes. Il n’est pas rare de les trouver, la nuit, sur les murs des habitations.
Munis de puissants pédipalpes (pattes-mâchoires) et rapides comme l’éclair, ils saisissent brusquement leur proie qui, immobilisée, est amenée aux chélicères. Ces derniers vont broyer la proie pour en faire une « bouillie » qui sera ensuite aspirée.
Le repas terminé, ils rejettent l’exosquelette, vidé de toute substance.
Les amblypyges peuvent se passer de nourriture pendant des semaines si nécessaire, comme dans le cas de l’accouplement.

## Dans la culture populaire
Dans l'adaptation au cinéma de l'épisode 4 de Harry Potter (Harry Potter et la Coupe de feu), un amblypyge est présenté à tort par Bartemius Croupton Jr. à ses élèves comme un animal à la morsure mortelle, et il est torturé par Bartemius Croupton Jr.. C'est un arachnide régulièrement utilisé dans les épreuves d'ingurgitation de l'émission Fear Factor (en).

## Classification

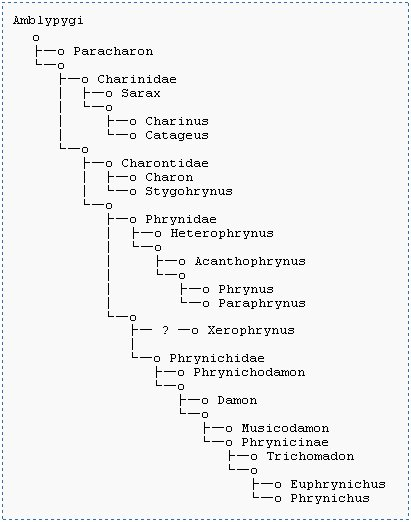
Arbre phylogénétique des amblypyges

Selon The World Spider Catalog (version 18.5, 2017) et Weygoldt, 1996 :
- Paleoamblypygi Weygoldt, 1996
  - †Graeophonus Scudder, 1890
  - †Sorellophrynus Harvey, 2002
  - †Thelyphrynus Petrunkevitch, 1913
  - Paracharontidae Weygoldt, 1996
- Euamblypygi Weygoldt, 1996
  - Charinina Weygoldt, 1996
    - Charinidae Quintero, 1986

  - Neoamblypygi Weygoldt, 1996
    - Charontoidea Simon, 1892
      - Charontidae Simon, 1892

    - †Kronocharon Engel & Grimaldi, 2014
    - Phrynoidea Blanchard, 1852
      - Phrynichidae Simon, 1892
      - Phrynidae Blanchard, 1852

## Publication originale
- Thorell, 1883 : Descrizione di alcuni Aracnidi inferiori dell'Arcipelago Malese. Annali del Museo Civico di Storia Naturale di Genova, vol. 18, p. 21-69.